# Globale it-nedbrud 2024
Det globale it-nedbrud 2024 var et globalt nedbrud fredag 19. juli 2024. Det vurderedes at have ramt 8,5 mio. enheder.

## Forløb
Nedbruddet skyldtes en fejl i forbindelse med opdateringen af antivirusprogrammet CrowdStrike. Denne fejl fik computere med operativsystemet Windows 10 til at gå ned med en blå skærm og beskeden "Din enhed er ramt af problemer og skal genstartes". It-firmaet Microsoft blev opmærksom på problemet natten til fredag, hvilket de skrev om på X. I løbet af fredagen havde firmaet bag CrowdStrike identificeret og rettet problemet, men "det kan komme til at tage noget tid for nogle systemer, der ikke bare automatisk vil blive genoprettet", som selskabets administrerende direktør udtalte. Microsoft anbefalede sine kunder at genstarte deres computer op til femten gange for at løse problemet.

## Konsekvenser
Fejlen ramte både flytrafikken, massemedier, aktiehandler, jernbaneselskaber og f.eks. Hovedstadens Beredskab, hvilket gjorde, at automatiske brandalarmer ikke gik videre til brandvæsenet. Det blev dog meddelt senere på dagen, at denne funktion var begyndt at virke igen. Desuden blev diverse myndigheder, praktiserende læge, hospitaler, supermarkeder og banker ramt forskellige steder i verden.
På få timer faldt virksomhedens aktie med en femtedel.